# Антиох III
Антиох III Велики (на старогръцки: Ἀντίoχoς Μέγας) е сирийски цар от династията на Селевкидите. Управлява през 223 – 187 пр.н.е. Той е син на Селевк II Калиник и Лаодика II. Наследява властта в елинистичното царство на Селевкидите след убийството на брат си Селевк III Сотер.
Неговото царуване бележи апогея на царството, но след поражението му във войната с Рим настъпва упадък.

## Управление
Година след възкачването на Антиох III избухва въстание на сатрапите в Персия и Медия под водачеството на Молон. Докато през 221/0 пр.н.е. Антиох III е зает с потушаването на метежа, в Мала Азия избухва бунт на наместника Ахей, който се обявява за цар и отцепва Лидия от империята. Той не успява обаче да завладее Сирия.
След като се справя с бунтовниците на изток, Антиох III се завръща в Сирия и подготвя война срещу Птолемеев Египет. През 219 г. пр.н.е. започва Четвърта сирийска война (219 – 217 г. пр.н.е.). Антиох III отвоюва Коилесирия, Финикия и Палестина, но настъпвайки към Египет, претърпява поражение в битката при Рафия (217 пр.н.е.), губейки по-голямата част от завоеванията си, според сключеният след това мирен договор.
През 216 – 4 г. пр.н.е. Антиох III се намира в Мала Азия, където потушава бунта на братовчед си Ахей и сключва съюз с царствата Пергам, Витиния и Кападокия. След като възстановява властта си на запад, той принуждава арменския владетел Ксеркс да се признае за негов васал през 212 г. пр.н.е.

### Поход на изток
Могъществото, славата и прозвището „Велики“, Антиох III получава след похода на изток от 212 до 205 г. пр.н.е., по време на който побеждава армиите на Партското и Гръко-бактрийското царства. В 209 г. пр.н.е. Антиох III превзема партската столица Хекатомпил и нахлува в Хиркания, след което приема предложения от партския владетел Аршак II мир. През същата година селевкидският цар напредва на изток и атакува Бактрия, разбивайки армията на цар Евтидем I, който на свой ред също моли за мир. През 206/5 г. пр.н.е. Антиох III достига до Хиндукуш, сключва съюз с местните индийски владетели и попълва армията си с бойни слонове.

### Война с Египет
След завръщането си от източния поход Антиох III води успешна кампания срещу североизточните арабски племена и планира нова война срещу Египет. Антиох III сключва съюз с македонския цар Филип V, с който едновременно нападат царството на Птолемеите, управлявано от малолетния Птолемей V. Петата сирийска война (202 – 195 г. пр.н.е.) е успешна за селевкидския владетел, който окупира Койлесирия, Кипър, Финикия и Юдея, ликвидирайки птолемейското присъствие в Предна Азия. Паралелно с това Антиох III продължава завоеванията в Мала Азия – през 197 пр.н.е. присъединява Киликия, Ликия и Кария, отнети от Птолемеите, и стъпва в Южна Тракия. Когато армията на Антиох III настъпва към Египет през 195 г. пр.н.е., Птолемей V е принуден да приеме мирните условия на селевкидския цар – признава се за негов подчинен съюзник и се жени за дъщеря му Клеопатра I.

### Война с Рим
По време на конфликта с Филип и Антиох, египетското правителство се обърнало за помощ към Римската република. През 197 г. пр.н.е. римските легиони побеждават македонската армия при Киноскефала в Тесалия. Македонският цар е принуден да търси мир, отказвайки се от завоеванията си в Мала Азия и приемайки протектората на Римската република. Антиох III от своя страна отхвърля исканията на римляните да спре агресията си срещу Птолемеите и дори дава убежище на картагенския генерал Ханибал, най-заклетият враг на Рим, но не бърза да започне военни действия в помощ на македонския си съюзник.
Въпреки проточилите се преговори конфликтът между Рим и Антиох е неизбежен. В 192 г. пр.н.е. започва Римско-сирийска война, след като селевкидската армия, ръководена лично от цар Антиох Велики, дебаркира в Тесалия, централна Гърция, но там се натъква на изпратените от римския сенат легиони. Въпреки първоначалния успех и подкрепата от страна на беотийците и Етолийския съюз, през 191 г. пр.н.е. Антиох търпи поражение от римляните при Термопилите и е принуден да отстъпи в Мала Азия. Там, през 190 г. пр.н.е. е разгромен повторно в битката при Магнезия, Лидия, с помощта на Пергамското царство. Тази загуба принуждава Антиох да приеме мирните условия на противника – съгласно мира от Апамея (188 г. пр.н.е.) селевкидският цар се отказва от всички територии в Мала Азия на северозапад от планината Тавър, разпуска бойните слонове и част от армията си, дава синовете си като заложници в Рим и се задължава да изплаща огромни суми (15 хил. таланта) на Рим и съюзниците му като обезщетение за войната.
Поражението във войната с Рим ознаменува залеза на Селевкидското царство, което се превръща във второстепенна държава. През 187 г. пр.н.е. Антиох III е убит в Елимаида от местни жители при ограбването на храм на бог Ел от неговата армия. Наследен е от сина си Селевк IV Филопатор.